# والتربورو
والتربورو (كارولاينا الجنوبية) (بالإنجليزية: Walterboro, South Carolina)‏ هي مدينة تقع في الولايات المتحدة في مقاطعة كوليتون. يقدر عدد سكانها بـ 5,398 نسمة ومساحتها 12.9 كم2 وترتفع عن سطح البحر 18 متر.

## التركيبة السكانية
حدّد مكتب تعداد الولايات المتحدة بيانات التركيبة السكانية لوالتربورو في تعداد الولايات المتحدة. في ما يلي، التركيبة السكانية حسب تعدادي 2000 و2010.

### تعداد عام 2000
بلغ عدد سكان والتربورو 5,153 نسمة بحسب تعداد عام 2000، وبلغ عدد الأسر 2,084 أسرة وعدد العائلات 1,380 عائلة مقيمة في المدينة. في حين سجلت الكثافة السكانية 290.8 نسمة لكل كيلومتر مربع (753.2/ميل2). وبلغ عدد الوحدات السكنية 2,362 وحدة بمتوسط كثافة قدره 133.3 لكل كيلومتر مربع (345.2/ميل2).
وتوزع التركيب العرقي للمدينة بنسبة 50.13% من البيض و48.30% من الأمريكيين الأفارقة و0.16% من الأمريكيين الأصليين و0.29% من الأمريكيين ذوي الأصول الآسيوية و0.02% من سكان جزر المحيط الهادئ و0.49% من الأعراق الأخرى و0.62% من عرقين مختلطين أو أكثر و1.46% من الهسبانيون أو اللاتينيون من أي عرق.
بلغ عدد الأسر 2,084 أسرة كانت نسبة 33.7% منها لديها أطفال تحت سن الثامنة عشر تعيش معهم، وبلغت نسبة الأزواج القاطنين مع بعضهم البعض 39% من أصل المجموع الكلي للأسر، ونسبة 23.5% من الأسر كان لديها معيلات من الإناث دون وجود شريك،  بينما كانت نسبة 3.7% من الأسر لديها معيلون من الذكور دون وجود شريكة وكانت نسبة 33.8% من غير العائلات. تألفت نسبة 30.4% من أصل جميع الأسر من عدة أفراد يعيشون في نفس المنزل ونسبة 14.9% كانت تتألف من شخص يعيش بمفرده يبلغ من العمر 65 عاماً أو أكثر. وبلغ متوسط حجم الأسرة المعيشية 2.36، أما متوسط حجم العائلات فبلغ 2.93.
بلغ العمر الوسطي للسكان 39.6 عاماً. وكانت نسبة 24.8% من القاطنين تحت سن الثامنة عشر، وكانت نسبة 7% بين الثامنة عشر والرابعة والعشرين عاماً، ونسبة 23.4% كانت واقعةً في الفئة العمرية ما بين الخامسة والعشرين والرابعة والأربعين عاماً، ونسبة 22.6% كانت ما بين الخامسة والأربعين والرابعة والستين، ونسبة 17.8% كانت ضمن فئة الخامسة والستين عاماً فما فوق. يوجد لكل 100 أنثى 79.4 ذكر، ويوجد لكل 100 أنثى في الثامنة عشر من عمرها فما فوق 72.3 ذكر.
بلغ متوسط دخل الأسرة في المدينة 32,200 دولارًا، أما متوسط دخل العائلة فبلغ 36,549 دولارًا. وكان متوسط دخل الذكور 28,488 دولارًا مقابل 19,351 دولارًا للإناث. وسجل دخل الفرد الخاص بالمدينة 17,150 دولارًا. وكانت نسبة 18.6% من العائلات ونسبة 22% من السكان تحت خط الفقر، وكان من هؤلاء نسبة 37.1% تحت سن الثامنة عشر ونسبة 10.4% في الخامسة والستين من العمر وما فوق.

### تعداد عام 2010
بلغ عدد سكان والتربورو 5,398 نسمة بحسب تعداد عام 2010، وبلغ عدد الأسر 2,210 أسرة وعدد العائلات 1,378 عائلة مقيمة في المدينة. في حين سجلت الكثافة السكانية 304.6 نسمة لكل كيلومتر مربع (788.9/ميل2). وبلغ عدد الوحدات السكنية 2,579 وحدة بمتوسط كثافة قدره 145.5 لكل كيلومتر مربع (376.8/ميل2).
وتوزع التركيب العرقي للمدينة بنسبة 45.24% من البيض و50.54% من الأمريكيين الأفارقة و0.31% من الأمريكيين الأصليين و1% من الأمريكيين ذوي الأصول الآسيوية و1.37% من الأعراق الأخرى و1.54% من عرقين مختلطين أو أكثر و2.87% من الهسبانيون أو اللاتينيون من أي عرق.
بلغ عدد الأسر 2,210 أسرة كانت نسبة 33.1% منها لديها أطفال تحت سن الثامنة عشر تعيش معهم، وبلغت نسبة الأزواج القاطنين مع بعضهم البعض 32.4% من أصل المجموع الكلي للأسر، ونسبة 25.7% من الأسر كان لديها معيلات من الإناث دون وجود شريك،  بينما كانت نسبة 4.3% من الأسر لديها معيلون من الذكور دون وجود شريكة وكانت نسبة 37.6% من غير العائلات. تألفت نسبة 33.3% من أصل جميع الأسر من عدة أفراد يعيشون في نفس المنزل ونسبة 13.9% كانت تتألف من شخص يعيش بمفرده يبلغ من العمر 65 عاماً أو أكثر. وبلغ متوسط حجم الأسرة المعيشية 2.38، أما متوسط حجم العائلات فبلغ 3.04.
بلغ العمر الوسطي للسكان 38.9 عاماً. وكانت نسبة 25.8% من القاطنين تحت سن الثامنة عشر، وكانت نسبة 8.9% بين الثامنة عشر والرابعة والعشرين عاماً، ونسبة 22.3% كانت واقعةً في الفئة العمرية ما بين الخامسة والعشرين والرابعة والأربعين عاماً، ونسبة 25.1% كانت ما بين الخامسة والأربعين والرابعة والستين، ونسبة 17.9% كانت ضمن فئة الخامسة والستين عاماً فما فوق. وتوزع التركيب الجنسي للسكان بنسبة 44.5% ذكور و55.5% إناث.

## أعلام
- دين ميمينجير
- كرايغ ماك
- داروين ووكر
- ويليام جونز بون
- جيمس د. ويتمور